# 1935年の航空
< 1935年
1934年の航空 - 1935年の航空 - 1936年の航空

## 航空に関する出来事
- 1月11日〜12日 - アメリア・イアハートがハワイのホノルルからアメリカ本土のオークランドまで単独飛行を行った。
- 1月15日 - ジミー・ドーリットルがロサンジェルスからニュージャージー州のニューアークまでを11時間59分で飛び、大陸横断飛行の記録を更新した。
- 2月3日 - ドイツの航空技術者、フーゴー・ユンカースが没した。
- 2月4日 - 九六式艦上戦闘機が初飛行。
- 2月12日 - アメリカの飛行船メイコンがカリフォルニアで失われた。
- 2月22日 - リーランド・アンドリュースが11時間34分でアメリカ大陸横断飛行を行い、ドーリットルの記録を更新した。
- 3月16日 - ナチス政府が再軍備化を宣言。ドイツ空軍が正式に設立された
- 4月1日 - スイス航空がチューリッヒとロンドン間の運行を始めた。
- 4月13日 - カンタス航空とインペリアル航空がオーストラリアのブリスベーンとロンドンの定期航空を開始した。

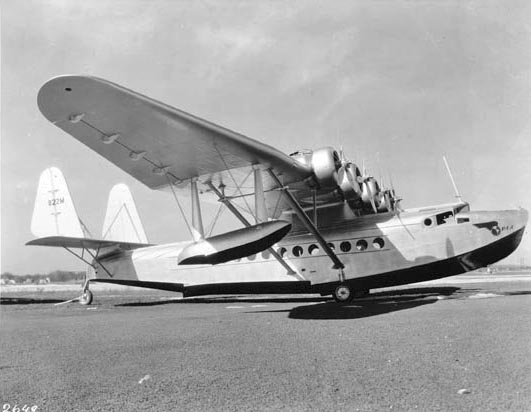
シコルスキー S-42

アメリカン航空のDC-3

- 4月16日〜17日 - パンアメリカン航空のシコルスキー S-42がアメリカ本土からハワイまでの旅客運送を行った。
- 5月18日 - ソ連の8発の航空機、ANT-20、マクシム・ゴーリキー号がモスクワ上空のデモ飛行でエスコート機のI-5と、衝突して墜落した。操縦クルー、乗組員33人をふくめ45人が死亡した。
- 5月28日 - メッサーシュミットBf109が初飛行した。
- 6月24日 - コロンビアでServicio Aereo Colombiano (SACO)のフォード トライモータが、Sociedad Colombo Alemana de Transporte Aereo (SCADTA)のトライモーターと衝突し、有名なタンゴ歌手、カルロス・ガルデルを含む、15人が死亡した。
- 7月1日 - Algene Keyと Frederick Keyのキー兄弟が、カーチス ロビンで空中給油を行いながら653時間34分の無着陸飛行を行った。
- 7月10日 - フランスの国内郵便物の輸送会社、エールブルーがコードロン シムーン機を使用してフランス国内の4路線で航空便の輸送を開始した。
- 7月17日 - ボーイング B-17が初飛行した。
- 8月5日 - 最初に単独世界一周飛行を行った、ウィリー・ポストがアラスカで墜落し死亡した。
- 11月8日 - チャールズ・キングスフォード・スミスとトミー・ペシーブリッジが搭乗したレディ・サウザンスミス号がアンダマン海で行方不明となった。
- 11月11日 - アルバート.W. スティーブンスと O. A.アンダーソンが気球の高度飛行記録、22,066 mを樹立した。
- 11月11日〜13日 - ジーン・バテンがパーシバル ガルでイギリスからブラジルまでの2日13時間の飛行を行った。女性初のセネガルからブラジルまでの南大西洋単独横断飛行も行った。
- 11月22日 - パンアメリカン航空が、マーチン M130でサンフランシスコからホノルル、ミッドウェイ、ウェーキ島、グアム島を経由してマニラまでの郵便飛行を行った。
- 12月17日 - ダグラス DC-3が初飛行した。

## 1935年に初飛行した機体の画像

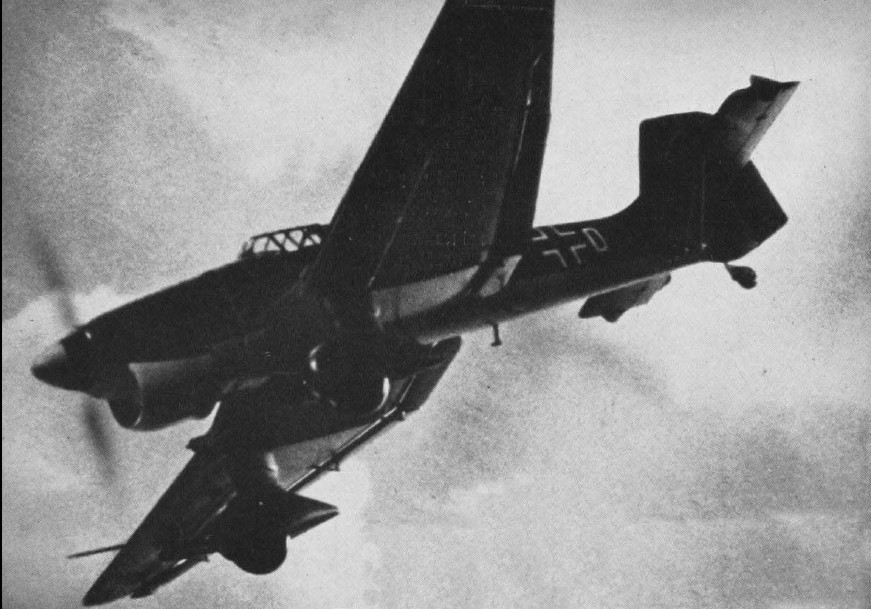
ユンカース Ju87 シュトゥーカ （春）
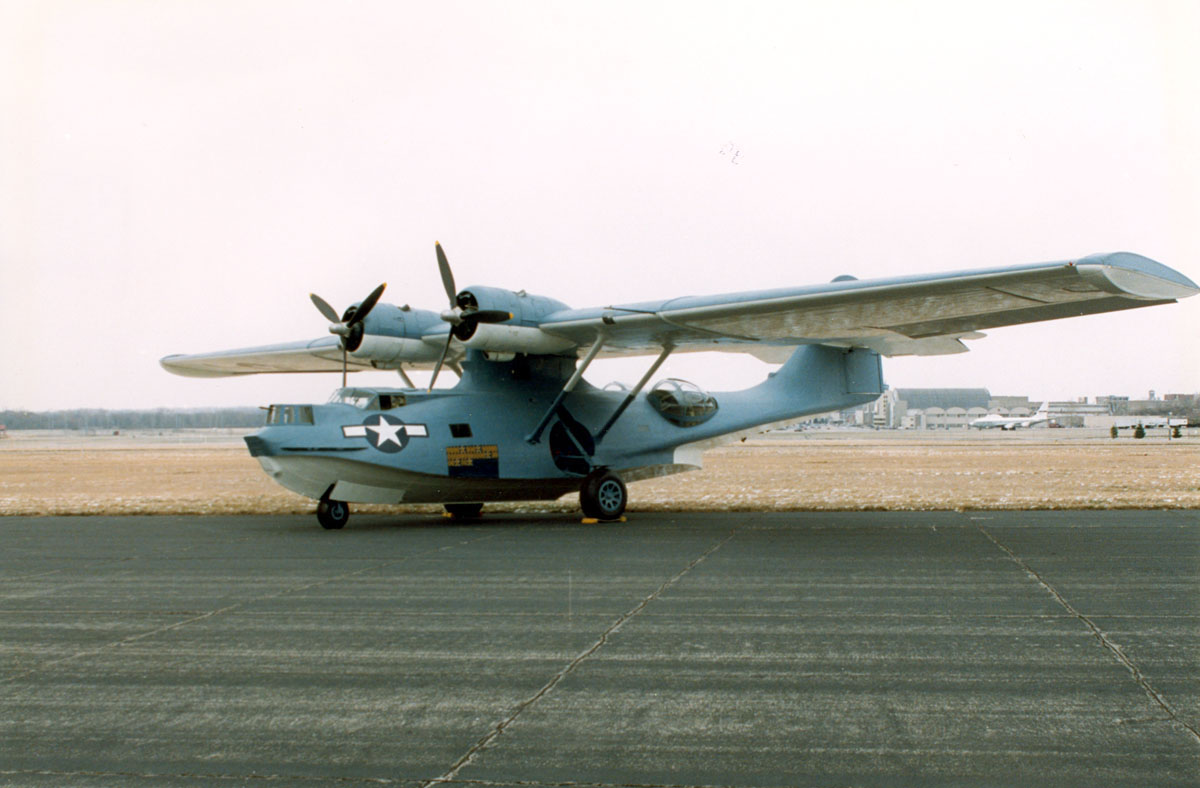
PBY (3月28日)
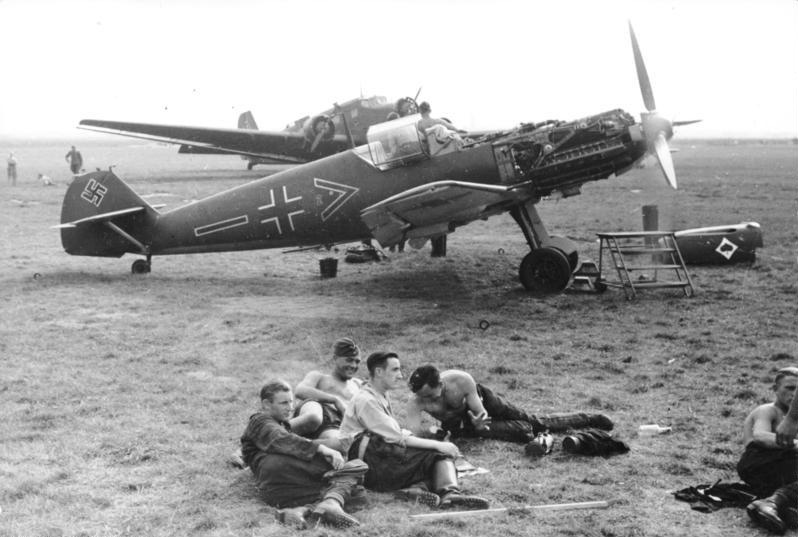
メッサーシュミット Bf109 （5月28日）
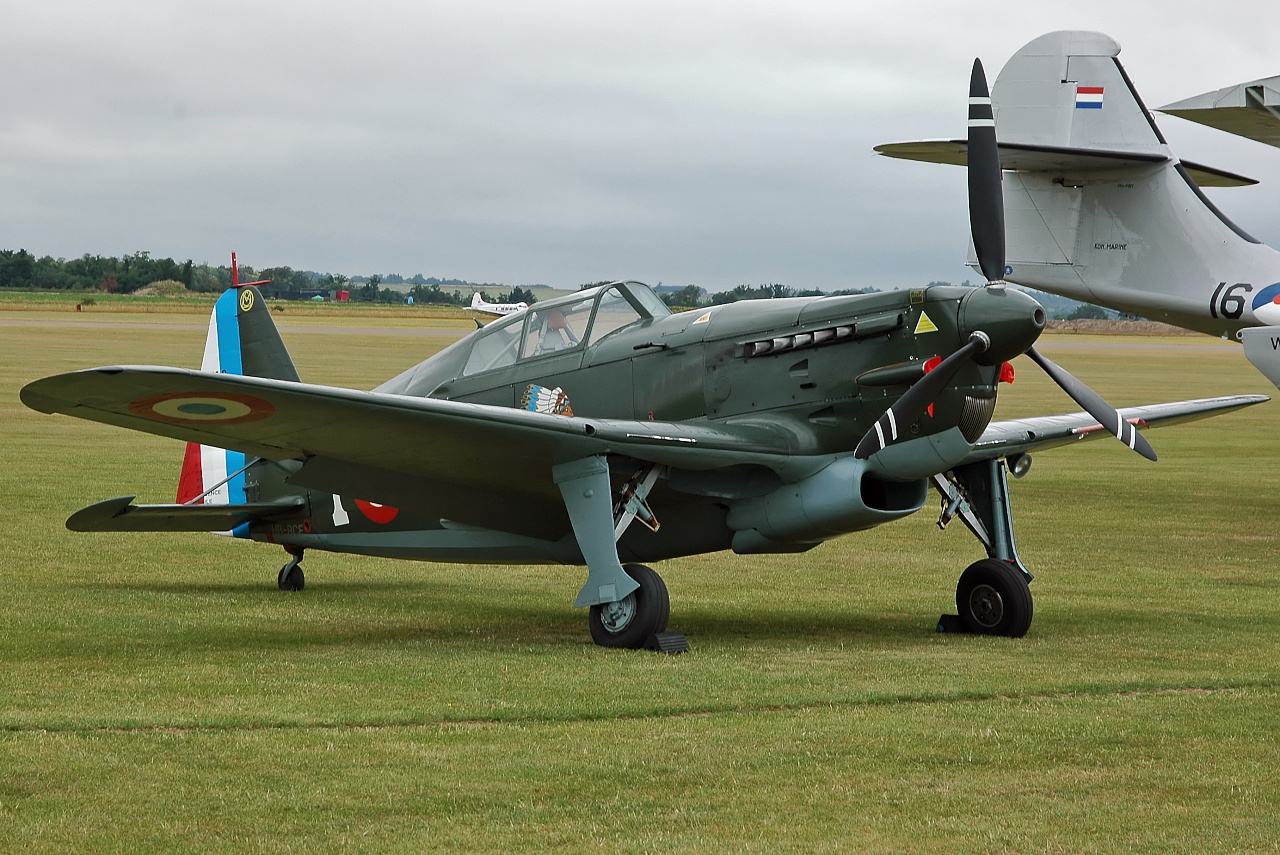
モラーヌ・ソルニエ MS.406 （8月8日）
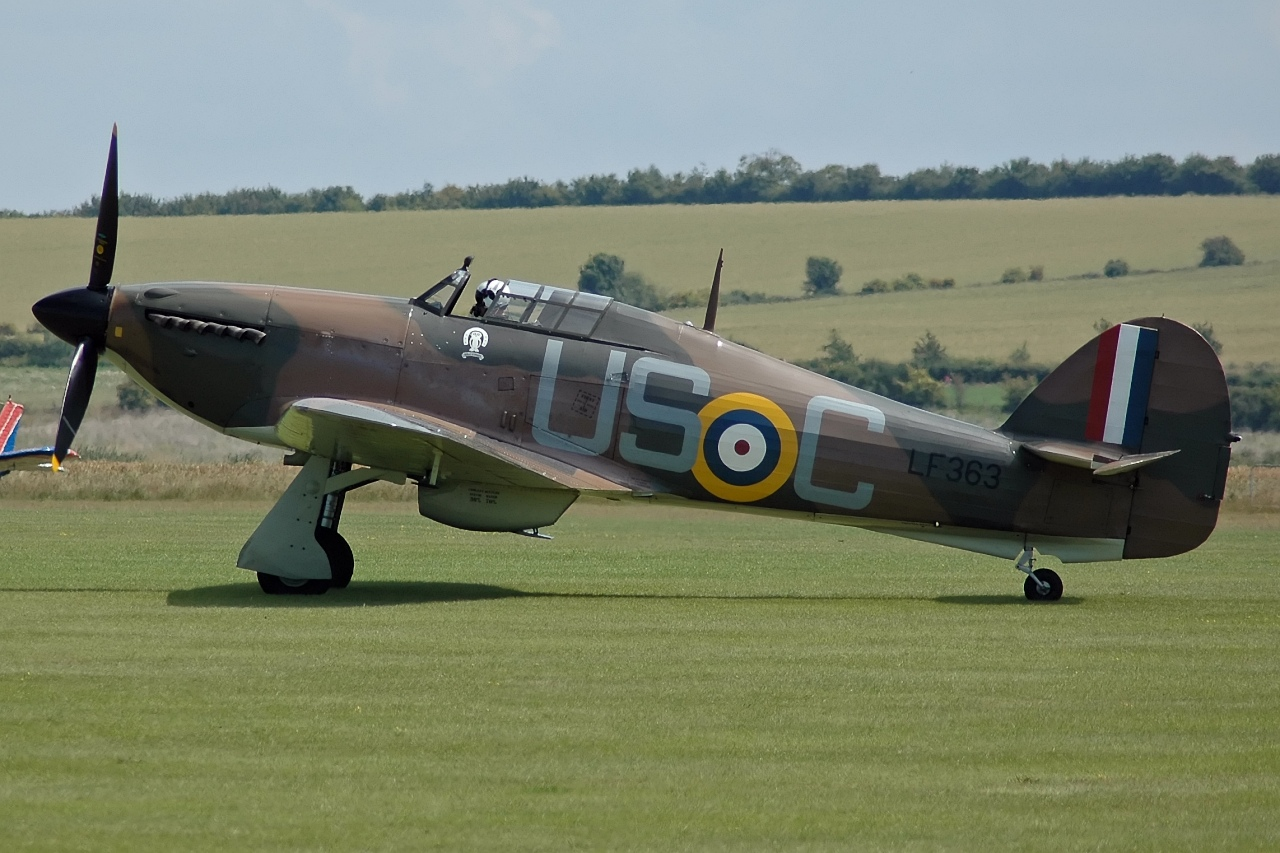
ホーカー ハリケーン （11月6日）

## 航空に関する賞の受賞者
- ハーモン・トロフィー：  エドウィン・ムシック、ジーン・バテン、アメリア・イアハート、オーヴィル・A・アンダーソン、アルバート・W・スティーブンス、ハンス・フォン・シラー 
  - ナショナル・トロフィー：アーノルド・ローツ＝コルスワレン（白）、ミヒャエル・ハンセン（丁）、J・F・ブロードベント（英）、アンドレ・ジャピ（仏）、ベルタ・アリシュ（独）、エリー・バインホルン（独）、マリオ・ストッパーニ（伊）、カシミロ・バッビ（伊）、カリーナ・ネグロン（伊）、Hoja Dzenitis（リトアニア）、ゴメス・ナモラド（葡）、フアン・イグナシオ・ポンボ（西）
- デラボー賞：オーヴィル・A・アンダーソン、アルバート・W・スティーブンス